# BS2000
BS2000은 1970년대 지멘스(데이터 처리 부서 EDV)가 개발하고 2000년대 초반부터 후지쯔 테크놀로지 솔루션스가 개발한 IBM 390 호환 메인프레임 컴퓨터용 운영 체제이다.
다른 메인프레임 시스템과 달리 BS2000은 모든 작동 모드(배치, 대화형 및 온라인 트랜잭션 처리)에서 기본적으로 실행되는지, 아니면 가상 머신에서 게스트 시스템으로 실행되는지 여부에 관계없이 정확히 동일한 사용자 및 프로그래밍 인터페이스를 제공한다. 사용자 인터페이스와 전체 BS2000 소프트웨어 구성의 이러한 통일성은 관리 및 자동화를 특히 쉽게 만든다.
현재 이 앱은 전체 사용자 기반의 최대 83%를 차지하는 독일과 영국(8%), 벨기에(4.8%) 및 기타 유럽 국가(4.2%)에서 주로 사용되고 있다.